# Мельнійчук Михайло Михайлович
Мельнійчук Михайло Михайлович (нар. 3 травня 1962, с. Яполоть Костопільського району Рівненської області) — кандидат географічних наук, доцент,  Почесний декан Східноєвропейського національного університету імені Лесі Українки, Голова Географічного товариства у Волинській області.

## Біографія
Мельнійчук Михайло Михайлович народився 3 травня 1962 року в селі Яполоть Костопільського району на Рівненщині.
З травня 1980 року по травень 1982 року проходив дійсну військову службу в збройних силах СРСР.
У 1987 році закінчив Луцький державний педагогічний інститут імені Лесі Українки (зараз Східноєвропейський національний університет імені Лесі Українки) за спеціальністю «Вчитель географії та біології середньої школи». З вересня 1987 року працював на посаді старшого лаборанта кафедри економічної та соціальної географії, з листопада цього ж року до 15 жовтня 1991 року на посаді асистента кафедри фізичної географії, з жовтня 1991 року по 15 жовтня 1994 року навчався в аспірантурі при кафедрі фізичної географії, з лютого 1995 року на посаді старшого викладача кафедри фізичної географії, з 1996 року по даний час доцент кафедри фізичної географії, з листопада 2005 року — декан географічного факультету Східноєвропейського національного університету імені Лесі Українки (Волинський національний університет імені Лесі Українки).

## Професійна та наукова діяльність
Кандидатську дисертацію захистив у 1995 році на тему «Деградаційні процеси в ґрунтах Волинської області (географічні аспекти)» за спеціальністю 11.00.01 — фізична географія, геохімія та геофізика ландшафтів. Кандидат географічних наук (1995). Автор більше 90 наукових праць.
Основні напрямки наукових досліджень: еколого-геоморфологічний, ґрунтознавчий, природно-рекреаційний. Здійснено дослідження деградаційних процесів у ґрунтах Волинської області. Працює над написанням докторської дисертації: «Рекреаційний потенціал Північно-Західного регіону України: теорія і практика дослідження».
Протягом багатьох років є головою журі Обласної олімпіади з географії, конкурсі-захисті наукових робіт слухачів МАН, обласному турнірі юних географів. Останні шість років був заступником голови журі республіканської олімпіаді з географії, республіканського турніру з географії та конкурсу вчитель року з географії 2010 року.
Під керівництвом Михайла Михайловича багато разів учні та студенти ставали переможцями та призерами республіканських олімпіад з географії, а також Всеукраїнських конкурсів-захистів наукових робіт. Михайло Мельнійчук є Головою Географічного товариства у Волинській області, член координаційної ради з питань ерозійно-руслових процесів Московського державного університету імені В. М. Ломоносова.
Михайло Мельнійчук має власну наукову школу. Під його науковим керівництвом здобули вчені звання "кандидат географічних наук" аж п'ятеро молодих науковців, серед яких Надія Чир, [Архівовано 28 листопада 2020 у Wayback Machine.] Шульгач Сергій, Безсмертнюк Тарас, [Архівовано 28 листопада 2020 у Wayback Machine.] ,  Валентина Чабанчук [Архівовано 28 листопада 2020 у Wayback Machine.], Віталій Зейко. [Архівовано 28 листопада 2020 у Wayback Machine.] Ще четверо здобувачів  продовжують написання дисертацій. 

## Навчально-методичні та наукові праці
- Мельнийчук М. М. Тези науково-практичної конференції «Природа Західного Полісся та прилеглих територій», (22-24 вересня 2005 р.) / Волинський держ. ун-т ім. Лесі Українки, Волинське відділення Українського географічного товариства; ред. кол. М. М. Мельнійчук та ін.. — Луцьк: РВВ «Вежа» Волин. нац. ун-ту ім. Лесі Українки, 2005. — 170 с.
- Мельнийчук М. М. Робочий зошит для вивчення номенклатури з курсу «Геоморфологія і палеогеографія» для студентів географічного факультету / М. М. Мельнійчук, Т. С. Павловська; Волинський національний ун-т ім. Лесі Українки. Географічний факультет. Кафедра фізичної географії. — Луцьк: РВВ «Вежа» Волин. нац. ун-ту ім. Лесі Українки, 2008. — 18 с.
- Geographical parameters of the use of geothermal energy are in Ukraine (Географічні параметри використання геотермальної  енергії в України) / М. М. Мельнійчук // Вісник Харківського національного університету імені В. Н. Каразіна. — Серія: геологія-географія-екологія. — Випуск 33. — Харків, 2010. — № 924. — С. 138-143.
- Geographical raw mineral-material aspect of development of renewable energy (Географічний мінерально-сировинний аспект розвитку відновлення енергії) / М. М. Мельнійчук // Вісник Харківського національного університету імені В. Н. Каразіна. — Серія: геологія-географія-екологія. — Випуск 33. — Харків, 2010. — № 924.
- Мельнийчук М. М. Развитие сельського зелёного туризма северо-западного региона Украины / М. М. Мельнійчук, Т. П. Безсмертнюк // Прыродная асяродзе Палесся: асаблівосці і перспектывы развіцця: зб. навук. прац / Палескі аграрна-экалагічны інстытут НАН Беларусі; рэдкал. М. В. Міхальчук (гал. рэд) і інш. — Брэст: Альтернатива, 2014. — Вып. 7. — С. 55-57.
- Мельнийчук М. М. Особливості розподілу та поширення осушеих земель у Волинській області / М. М. Мельнійчук, С. Д. Уєвич // Прыродная асяродзе Палесся: асаблівосці і перспектывы развіцця: зб. навук. прац / Палескі аграрна-экалагічны інстытут НАН Беларусі; рэдкал. М. В. Міхальчук (гал. рэд) і інш. — Брэст: Альтернатива, 2014. — Вып. 7. — С. 185-187.
- Мельнийчук М. М. Робочий зошит для вивчення номенклатури з курсу «Загальне землезнавство» для студентів географічного факультету / М. М. Мельнійчук, Білецький Ю. В. — Луцьк: Відділ оперативної поліграфії при ІОЦ Волинського АПК, 2014. — 47 с.
- Мельнійчук М. М., Зейко В. О. Проблеми та перспективи найпопулярніших автобусних туристичних маршрутів школярів та молоді Волині. Науковий вісник Херсонського державного університету. Серія: Географічні науки. Херсон, 2018. Вип. 9. С. 239–244.
- Мельнійчук М. М., Пасевич Ю. В., Зейко В. О. Застосування SWOT-аналізу при розробці стратегії розвитку молодіжного і дитячого туризму Волинської області. East European Scientific Journal (39). 2018 part 5. p. 4–10.☁

## Нагороди та відзнаки
За плідну наукову і навчально-методичну роботу та успіхи у підготовці кадрів М. М. Мельнійчук нагороджений Золотим нагрудним знаком ВНУ ім. Лесі Українки, нагрудним знаком «Відмінник освіти» Міністерства освіти і науки України, нагрудним знаком «Петра Могили» та Премією Верховної Ради України педагогічним працівникам України, грамотами обласного управління освіти, облдержадміністрації, обласної ради Волинської області.